# Jim Bilba
Jim Ruddy Anicet Bilba (ur. 17 kwietnia 1968 w Pointe-à-Pitre) – francuski koszykarz występujący na pozycji środkowego, wicemistrz olimpijski z 2000 roku, trener koszykarski, aktualnie asystent trenera w klubie CSP Limoges.

## Osiągnięcia
Drużynowe
- Mistrz:
  - Francji (1993, 1994)
  - Grecji (2002)[1]
  - ligi LNB Espoirs (1988, 1989 – U–18)
- 4-krotny wicemistrz Francji (1997, 1999, 2000, 2001)
- Zdobywca: 
  - Klubowego Pucharu Europy (1993)
  - pucharu Francji (1994, 1995, 1997, 2001)
- Finalista pucharu:
  - Francji (2005)
  - Liderów Francji (1988–1990)
- 4. miejsce w:
  - Klubowym Pucharze Europy/Eurolidze (1995, 1997)
  - Pucharze Europy Zdobywców Pucharów (1991)

Indywidualne
- MVP:
  - francuski ligi Pro A (1998, 2001)
  - meczu gwiazd ligi francuskiej (1993, 2000)[1]
- 4-krotny obrońca roku ligi francuskiej (1997, 1999–2001)[2]
- Wschodząca gwiazda ligi francuskiej (1989)
- Uczestnik meczu gwiazd:
  - ligi francuskiej (1990–2001)[1]
  - FIBA EuroStars (1999)
- Laureat Vladimir Fabrikant Trophy (2006)
- Lider ligi Pro A w skuteczności rzutów z gry (1995)

Reprezentacja
- Wicemistrz olimpijski (2000)[1]
- Brązowy medalista igrzysk śródziemnomorskich (1993)
- 6-krotny uczestnik mistrzostw Europy (1989 – 6. miejsce, 1991 – 4. miejsce, 1993 – 7. miejsce, 1995 – 8. miejsce, 1999 – 4. miejsce, 2001 – 5. miejsce)[1]